# María Uriz
María de la Asunción Uriz Mosquera, más conocida como María Uriz (La Coruña, 21 de agosto de 1946) es una soprano española.

## Biografía
Nació en la Coruña. Mientras estudiaba el Bachilllerato Superior, inició los estudios de piano, música de cámara y Arte Dramático en el Conservatorio de Música de su ciudad natal. Al concluir estos y gracias a que su hermano era miembro de la Coral Polifónica el Eco, dio sus primeros pasos en el mundo de la Ópera.
Tras ello inició la carrera de Canto concluyéndola en el Conservatorio Superior de Música del Liceo. 
En la década de los 70 obtuvo las becas March y Castellblanch, lo que le permitió trasladarse a Italia para ampliar sus estudios. Posteriormente obtuvo también la beca Agustín Pedro y Pons y el premio de Canto Eugenia Kémeny. Poco después fue requerida por las autoridades, para actuar en la recepción que anualmente y en el Palacio Municipal de La Coruña, realizaba el entonces Jefe del estado Francisco Franco y sus ministros.  Durante cuatro años, y bajo la dirección de Elvira de Hidalgo (Elvira Rodríguez de Hidalgo), famosa soprano, maestra de María Callas, realizó estudios de técnica vocal y escénica en Milán (Italia).
Desde su debut en 1974, se ha convertido en una cantante habitual en el Gran Teatro del Liceo de Barcelona con un amplio repertorio. Realizó funciones especiales de Doña Francisquita (Liceo) dirigida por Plácido Domingo; La Bohème con Plácido Domingo y Montserrat Caballé (Elda), con Jeanette Pilou y Beniamino Prior (Liceo); La Favorita con Alfredo Kraus, Maruxa, Medea y Roméo et Juliette. También ha actuado en Zarzuelas y Operas en el Teatro de la Zarzuela-Madrid. Así como en recitales, en el Palacio de la Música Catalana, Teatro Colón y Rosalía de Castro de La Coruña o en ciudades como Oviedo, Gijón, Orense, Vigo, Santiago de Compostela, Düsseldorf, Luxemburgo, Francia e Italia.

## Apariciones en Televisión
Ha grabado para TVE varios programas especiales sobre ópera como La saga de los Rius; Amelia de Ballo in Maschera (José Carreras) y Leonora de Il Trovatore (con J. Aragall).

## Premios
- Premio del disco gallego (CBS-Columbia) en el Día de las Letras Gallegas por Cantigas galegas dos seculos XIX e XX.[2]
- Medalla de oro 1977 de RNE - Gran Teatro del Liceo, galardón al cantante más joven destacado en la temporada operística.
- Gran Cruz al Mérito Humanitario (2006)

## Repertorio (selección)
- 1974 Sigfried, Arabella, Hänsel und Gretel;
- 1975-76 Carmen (con Plácido Domingo), Norma, Bodas de Figaro, Don Gil, Traviata (con Jaume Aragall), Macbeth (con Pedro la Virgen, Joan Pons);
- 1976-77 Boheme (con Plácido Domingo y M. Caballe), Romeo, Medea (con Montserrat Caballe), Traviata;
- 1977-78 Parisina D'Este (con Montserrat Caballe y Plácido Domingo), Boheme(con Montserrat Caballe);
- 1978-79 Maruxa, Vida Breve;
- 1980 Trovatore, Elisabetta Regina d'Inghilterra;
- 1981 Adriana (con Plácido Domingo,Caballe, Carreras, Freni);
- 1982 Chulapona, Marchenera (Antología de Moreno Torroba), Favorita (con Alfredo Kraus);[3]
- 1983 Asombro de Damasco, La del Soto del parral, Luisa Fernanda, Gavilanes; La Fanciulla del West,(con Plácido Domingo) Macbeth, Traviata;
- 1984 Turco in Italia (con Sesto Bruscantini), Curro Vargas, Verbena;
- 1985 Doña Francisquita, Macbeth;
- 1986 Manon, Traviata (con Alfredo Kraus);
- 1987 Cavalleria (con Plácido Domingo, Elena Obratsova), Gianni Schicchi (con Rolando Panerai), Saffo (con Monteserrat Caballe), Adriana, Mefistofele (con Caballe);[4]
- 1989 Manon Lescaut (con Freni, Scotto), Adriana (con Freni, Caballe, Carreras, Plácido Domingo), Tancredi (con Marilyn Horne);
- 1990 Elektra, Walküre (con Simon Estes), Aida, Fiamma (con Caballe), Suor Angelica;
- 1991 La Traviata;[5]
- 1992 Maria Stuarda (con Daniela Dessi), La Traviata;
- 1993 Carmen, Il Trovatore;
- 1994 La Verbena, La del Soto del Parral, Sueños de Gloria;
- 1996 Macbeth;
- 1998 Jenufa;
- 2001 Pan y Toros.